# Toumazou c. Turquie
Toumazou et al. v. Republic of Turkey et al., est une action collective intentée par des Chypriotes grecs et d'autres contre les bureaux de représentation de la RTCN aux États-Unis et HSBC Bank USA. La Turquie est retirée en tant que défendeur le 16 février 2010 et le nom du procès est ensuite révisé en Toumazou et al. v. Turkish Republic of Northern Cyprus. Les bureaux de représentation de la RTCN sont une entité commerciale car les États-Unis ne reconnaissent pas officiellement la république turque de Chypre du Nord. Le personnel des bureaux de représentation n'a pas de visa diplomatique et ne fonctionne aux États-Unis qu'avec des visas commerciaux. Tsimpedes Law à Washington DC a intenté une action en justice pour « le refus d'accès et de jouissance des terres et des biens situés au nord ». Le procès, initialement initié par des Chypriotes déplacés lors de l'invasion turque de Chypre en 1974, est rejoint par des non-Chypriotes qui ont payé pour mais n'ont jamais obtenu de titre légal pour les propriétés qu'ils ont achetées,,,,,.

## Participation
Plus de 100 personnes vivant aux États-Unis, au Royaume-Uni, à Chypre et en Grèce ont déposé une demande pour participer à cette action collective. Les ressortissants étrangers et les organisations étrangères sont légalement autorisés à poursuivre devant les tribunaux américains. La municipalité de Karavas, ainsi que Eleni Foka, l'enseignante de l'école primaire qui avait poursuivi la Turquie devant la Cour européenne des droits de l'homme pour violation de ses droits, ont également rejoint le procès.

## Contexte historique
Lorsque la république de Turquie a envahi la république de Chypre en 1974, de nombreux milliers de Chypriotes ont été déplacés de leurs maisons et de leurs terres et sont depuis empêchés d'en jouir.
Depuis 1974, des maisons ont été construites sur des terres encore possédées par des Chypriotes déplacés et ces nouvelles maisons ont été vendues à des acheteurs, qui peuvent ne pas avoir su que les terres sur lesquelles les maisons ont été construites étaient encore possédées par des Chypriotes déplacés.

## Parties

### Plaignants
Les plaignants sont Michalis Toumazou, Nicolas Kantzilaris et Maroulla Tompazou. L'action collective devait être intentée au nom de tous les Chypriotes déplacés et d'autres victimes des crimes de propriété présumés commis par l'entité commerciale appelée la RTCN (représentant la république turque de Chypre du Nord, un pays non reconnu par les États-Unis) et de la participation de HSBC Bank USA au blanchiment présumé de fonds pour cette entité commerciale. Initialement initiée par des Chypriotes déplacés lors de l'invasion turque de Chypre en 1974, l'action collective est rejointe par Sandra Kocinski, Pat Clarke et Suz Latchford qui ont payé pour mais n'ont jamais obtenu de titre légal pour les villas qu'elles ont achetées.

### Défendeurs
Les défendeurs nommés sont HSBC Bank USA, N.A., HSBC Group, HSBC Holdings PLC, Mehmet Ali Talat, et la RTCN,. La Turquie est retirée en tant que défendeur le 16 février 2010 et le nom du procès est ensuite révisé en Toumazou et al v. Turkish Republic of Northern Cyprus.

## Décision
Le 30 septembre 2014, le tribunal a rejeté l'affaire au fond pour incompétence juridictionnelle,.